# Cystoopsis acipenseri
Cystoopsis acipenseri är en rundmaskart. Cystoopsis acipenseri ingår i släktet Cystoopsis och familjen Cystoopsidae. Inga underarter finns listade i Catalogue of Life.